# Veľké Rovné
Veľké Rovné est un village de Slovaquie situé dans la région de Žilina.

## Histoire
Première mention écrite du village en 1408.

## Démographie

### Évolution de la population
| Année:               | 1994. | 2004.   | 2014.   | 2024.   |
| -------------------- | ----- | ------- | ------- | ------- |
| Nombre de personnes: | 4051  | 4042    | 3779    | 3582    |
| Différence:          |       | -0,22 % | -6,50 % | -5,21 % |

| Année:               | 2023. | 2024.   |
| -------------------- | ----- | ------- |
| Nombre de personnes: | 3581  | 3582    |
| Différence:          |       | +0,02 % |